# فرودگاه کوچیس کالج
فرودگاه کوچیس کالج (به انگلیسی: Cochise College Airport) یک فرودگاه همگانی است که یک باند فرود آسفالت دارد و طول باند آن ۱۶۱۶ متر است. این فرودگاه در شهر داگلاس، آریزونا کشور ایالات متحده آمریکا قرار دارد و در ارتفاع ۱۲۵۷ متری از سطح دریا واقع شده‌است.